# Industrial Monk
Industrial Monk é um dueto de música eletrônica formado na década de 1990 que combina música industrial com canto gregoriano e outras formas de liturgias religiosas.

## Resumo
Industrial Monk é composta de Frederick Vogler e Tokoshi Kawai. Antes do inicio do projeto, Vogel e Kawai trabalharam como engenheiros de som em Hollywood, na indústria do filme, e na Los Angeles Philharmonic.
Seu primeiro álbum, Magnificat, foi distribuído pela gravadora Telarc para a moderação da crítica. Entretanto, a critica não foi aclamada com muito sucesso em vendas. Seu segundo álbum, Prophecies, foi lançada pela RCM. O lançamento foi atrasado for quase dois anos por problemas jurídicos. Um dos primeiros casos, um lançamento promocional do CD com a capa da música Frankenstein de Edgar Winter, na qual ficou faltando quando já estava nas prateleiras.
Seu terceiro álbum, "IM3", está disponível apenas na internet para digital download, enquanto o álbum mais recente,  Et Profectus  foi disponibilizado fisicamente também.

## Discografia
- Magnificat (1998)
- Prophecies (2001)
- IM3 (2005)
- Et Profectus (2014)